# Tender Touch
Tender Touch er det tredje og sidste album af den danske soul/rockgruppe Henning Stærk Band, der blev udgivet i 1987 på Genlyd. 
På albummet er flere producere involveret – blandt andre Lars Muhl, Thomas Helmig og medlemmer fra Gnags. Modsat de to første Henning Stærk Band-albums består Tender Touch primært af nye sange skrevet af Muhl, Nils Maaetoft og gruppens guitarist Jan Ole Kristensen. Tender Touch blev udsendt i flere europæiske lande og gruppen turnerede efterfølgende i 1988 i Vesttyskland.

## Spor
| 1.    | "Rubber Heels"                    | Jan Ole Kristensen          | 3:56 |
| 2.    | "Soul Man"                        | Isaac Hayes, David Porter   | 5:12 |
| 3.    | "So Much Love (I Can't Give)"     | Kristensen                  | 4:20 |
| 4.    | "Going Back to Bed With Betty"    | Nils Maaetoft               | 2:35 |
| 5.    | "Tender Care - Tender Touch"      | Maaetoft                    | 2:48 |
| 6.    | "Take a Look"                     | Lars Muhl                   | 4:50 |
| 7.    | "Can't Get Enough"                | Kristensen                  | 4:21 |
| 8.    | "You Give Me All (I Ever Needed)" | Kristensen, Michael Perbøll | 4:19 |
| 32:47 |                                   |                             |      |

| CD bonusspor | CD bonusspor                                | CD bonusspor      | CD bonusspor | CD bonusspor | CD bonusspor | CD bonusspor | CD bonusspor | CD bonusspor | CD bonusspor |
| #            | Titel                                       | Sangskriver(e)    | Længde       |              |              |              |              |              |              |
| ------------ | ------------------------------------------- | ----------------- | ------------ | ------------ | ------------ | ------------ | ------------ | ------------ | ------------ |
| 9.           | "Soul Feet" (fra Soul Feet, 1985)           | Niels Mathiasen   | 2:12         |              |              |              |              |              |              |
| 10.          | "Under My Skin" (fra Henning Stærk, 1981)   | Muhl              | 3:20         |              |              |              |              |              |              |
| 11.          | "One Nite Stand" (fra One Nite Stand, 1984) | Al Green          | 3:20         |              |              |              |              |              |              |
| 12.          | "Fire" (fra One Nite Stand, 1984)           | Bruce Springsteen | 3:56         |              |              |              |              |              |              |
| 46:51        |                                             |                   |              |              |              |              |              |              |              |

## Medvirkende
Henning Stærk Band
- Henning Stærk – vokal, percussion, mundharmonika, guitar
- Jan Ole Kristensen – guitar
- Michael Perbøll – keyboards
- Anders "Nold" Petersen – bas
- Bent Styver – kor, percussion, mundharmonika
- Niels Mathiasen – tenorsaxofon, percussion, kor
- Jens Christian "Chappe" Jensen – alt-, tenor- og barytonsaxofon
- Jan "Chang" Østergård – trommer, percussion, kor

Øvrige musikere
- Søs Fenger – kor
- Per Chr. Frost – keyboards, bass, guitar, kor, arrangement (spor 2)
- Mads Michelsen – trommer, percussion, keyboards (spor 2)
- Jacob Riis-Olsen – kor (spor 2)
- Niels Ole Bo Johansen – basun, basbasun
- Knud Erik Nørgaard – trompet
- Jens Kaae's Strygere – strygere
- "Klubben", Aldersrovej, Aarhus – kor (spor 6)

Produktion
- Lars Muhl – producer (undtagen spor 2)
- Henning Stærk Band – producer (undtagen spor 2)
- Tom Rønlow Andersen – producer (undtagen spor 2), lydtekniker
- Per Chr. Frost – producer (spor 2)
- Mads Michelsen – producer (spor 2)
- Thomas Helmig – co-producer (spor 3, 6)
- STILL – cover design
- Ole Christiansen – coverfotos